# Mark Muir Mills

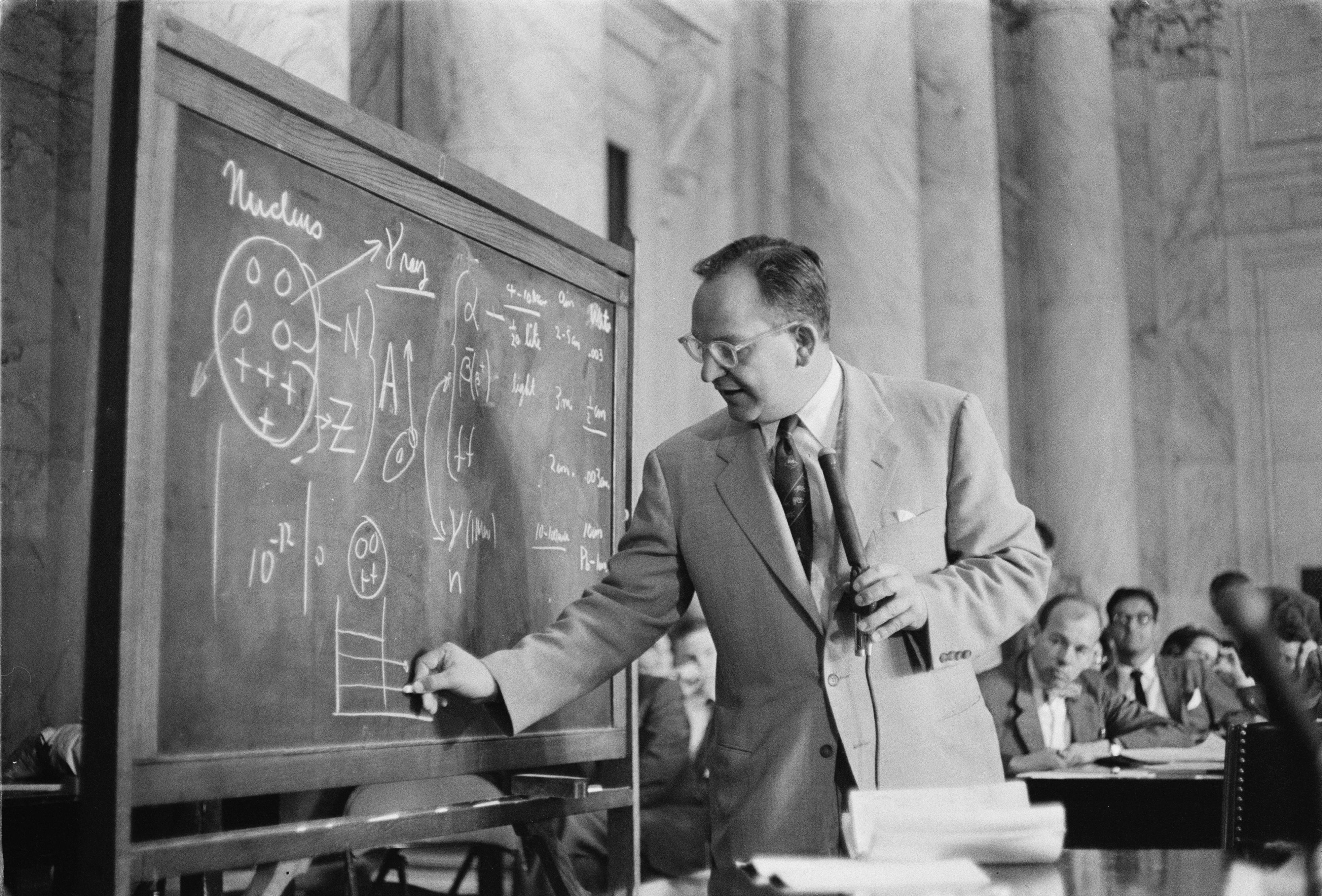
Mills bei einer Anhörung des Congressional Joint Committee on Atomic Energy

Mark Muir Mills (* 8. August 1917 in Estes Park (Colorado); † 7. April 1958 in Eniwetok (Marshallinseln)) war ein US-amerikanischer Kernphysiker.

## Leben
Mark Muir Mills kam am 8. August 1917 als Sohn von Enoch Mills und Ethel Mills, geborene Steere, in der Kleinstadt Estes Park im nördlichen Colorado zur Welt. Dort ging er auch zu Schule und begann die High School, die er allerdings an der Fort Lauderdale High School in Florida beendete. Anschließend studierte er am California Institute of Technology, wo er 1940 seinen Bachelor-of-Science-Abschluss erhielt.
Während des Zweiten Weltkriegs leitete Mills als Physiker am Jet Propulsion Laboratory die Abteilung für Feststoffantriebe und unterrichtete Aeronautik und Physik am California Institute of Technology. Aus seinen Forschungen über Raketenphysik entstanden zusammen mit Howard S. Seifert und Martin Summerfield mehrere Veröffentlichungen im American Journal of Physics.
1948 wurde er unter Robert F. Christy mit der Dissertation A Study of the Altitude Dependence of the Large Cosmic-Ray Showers (Eine Untersuchung der Höhenabhängigkeit großer  kosmischer Strahlungsschauer) promoviert.
Anschließend ging er zur North American Aviation (NAA) in Los Angeles, wo er sich mit Kernenergie beschäftigte und zu einem Spezialisten für Kernreaktoren wurde.
Von 1951 bis 1952 war er technischer Direktor eines Projektes zur Verbesserung von Flugzeug- und Raketenantrieben der Princeton University, setzte aber danach seine Arbeit an Kernreaktoren an der NAA fort. 1954 ging er an das California Radiation Laboratory der University of California, das spätere Lawrence Livermore National Laboratory, war an der Entwicklung von Kernwaffen beteiligt, lehrte an der Universität ab 1955 über Kernreaktoren und wurde ab 1957 Professor für Kerntechnik. Er war Mitglied in mehreren wissenschaftlichen Vereinigungen, Tau Beta Pi, Sigma Xi, American Association for the Advancement of Science, American Physical Society, American Mathematical Society, American Nuclear Society und American Rocket Society.
Mills war auch für einige Regierungsbehörden tätig, etwa für Reaktorsicherheit, aber auch militärisch für die United States Air Force (1952–1957). 1958 war er bei den Vorbereitungen zu Atombombentests (Operation Hardtack I) auf Eniwetok, einem Atoll der Marshallinseln, im Einsatz. Dort kam er am 7. April bei einem Helikopter-Unfall ums Leben. Während eines Abendflugs geriet der Hubschrauber durch einen Sturm in eine zirka 2 m tiefe Stelle der Lagune des Atolls und fiel auf die rechte Seite des Passagiereinstiegs, so dass die Besatzung den Notausstieg auf der linken Seite nehmen musste. Nachdem sich alle auf einem Rettungsfloß versammelt hatten, fehlte Mills, der in der Dunkelheit nicht mehr gerettet werden konnte, der Leichnam wurde erst später gefunden.
Mills war seit Januar 1942 mit Pauline Riedeburg verheiratet, aus der Ehe gingen zwei Kinder, Mark John und Ann, hervor.

## Bücher
Mark Mills ist Mitherausgeber bzw. Mitautor folgender Bücher
- Clayton Huggett, C. E. Bartley & Mark M. Mills: Solid Propellant Rockets. Princeton University Press, 1960, ISBN 978-0-691-65250-4, bibcode:1960spr..book.....H (englisch).
- Mark M. Mills, Arthur T. Biehl, Robert Mainhardt (Hrsg.): Modern Nuclear Technology: A Survey for Industry and Business. McGraw-Hill, 1960 (englisch).

## Ehrungen
- Seit 1959 vergibt die American Nuclear Society jährlich den Mark Mills Award für eine herausragende studentische Arbeit auf dem Gebiet der Kernforschung.[8]
- Im Jahre 1970 benannte die Internationale Astronomische Union den Mondkrater Mills offiziell nach Mark Muir Mills.[9]